# 格奧爾基·謝苗諾維奇·烏里揚諾夫
格奧爾基·謝苗諾維奇·烏里揚諾夫（俄语：Георгий Семёнович Ульянов，1924年8月30日—1994年10月10日）是一名蘇聯紅軍近衛軍中士，曾參與偉大的衛國戰爭，擁有蘇聯英雄名銜（1945年）。

## 生平
格奧爾基·烏里揚諾夫於1924年8月30日出生於庫爾巴托沃村（現為彼爾姆邊疆區十月區）。完成六年級的學業後，他在集體農場工作。1942年11月，烏裡揚諾夫被徵召加入工農紅軍。自1943年3月起，投入衛國戰爭前線。他在戰鬥中三次受傷。
1944年11月，近衛軍士長格奧爾基·烏里揚諾夫指揮烏克蘭第二方面軍第46軍第10近衛步兵軍第86近衛步兵師第265近衛步兵團的機槍組。在匈牙利解放期間表現出色。1944年11月5日，烏里揚諾夫的機組人員擊退了德軍的四次反擊，給敵人造成了重大損失。當他的機關槍被爆炸損壞時，烏里揚諾夫和他的戰友們繼續用手榴彈進行還擊；他本人也受了重傷，但仍然繼續戰鬥。
1945年3月24日，蘇聯最高蘇維埃主席團頒布命令，授予近衛軍中士格奧爾基·烏里揚諾夫「蘇聯英雄」稱號，表彰他「在布達佩斯保衛戰中表現出的勇氣和英雄氣概」，授予他列寧勳章和金星勳章，編號8143。
1945年4月，烏里揚諾夫因殘障復員。在博戈羅茨克生活和工作。他於1994年10月10日去世。
他也被授予一級衛國戰爭勳章和一些獎章。